# Messier 19
Messier 19 (M19 ili NGC 6273) je kuglasti skup kojeg je otkrio Charles Messier 5. lipnja 1764. godine u zviježđu Zmijonoscu. William Herschel je prvi koji ga je mogao razdvojiti u zvijezde 1784. godine.

## Svojstva
Messier 19 je najeliptičniji poznati kuglasti skup. Uzrok ovome je blizina središtu Mliječne staze koji na skup djeluje plimnim silama. Od nas je udaljen 28.000 svjetlosnih godina ali samo 5200 svjetlosnih godina od središta Kumove slame. M10 se od nas udaljava brzinom od 146 km/s.
Messier 19 je poprilično gust i bogat skup. Jezgra skupa pripada među gušće jezgre kuglastih skupova. Njegov prividni promjer na nebu je 17' što iznosi 140 ly u stvarnosti. 
Najsjajnije zvijezde skupa su magnitude +14, a prosječan sjaj zvijezda na glavnom nizu je magnitude +15,3. U skupu su pronađene samo 4 promjenjive zvijezde tipa RR Lyrae.

## Amaterska promatranja
Prividni sjaj skupa je magnitude +7,2 što znači da ga je moguće vidjeti dalekozorom. Nažalost, njegova velika južna deklinacija ograničavajući je faktor u promatranju iz Hrvatske. Teleskop od 200 mm samo će pokazati naznake sjajnijih zvijezda.

## Vanjske poveznice
Skica M19
- (engl.) SEDS: NGC 6273
- (engl.) Hartmut Frommert: Revidirani Novi opći katalog
- (engl.) Izvangalaktička baza podataka NASA-e i IPAC-a
- (engl.) Astronomska baza podataka SIMBAD
- (engl.) VizieR
- (engl.) Auke Slotegraaf: NGC 6273 Deep Sky Observer's Companion
- (engl.) Courtney Seligman: Objekti Novog općeg kataloga: NGC 6250 - 6299